# John McCourtney
John McCourtney (ur. 15 listopada 1943 w Glasgow, zm. 9 kwietnia 2022) – brytyjski zapaśnik walczący w stylu wolnym. Olimpijczyk z Meksyku 1968, gdzie odpadł w eliminacjach w kategorii 62 kg. Uczestnik igrzysk Wspólnoty Narodów w 1966 i 1970 roku, gdzie reprezentował Szkocję
Mistrz kraju w 1968 (63 kg).
- Turniej w Meksyk 1968

Przegrał z Petrem Comanem z Rumunii i Józsefem Rusznyákiem z Węgier.